# Chauliodus eximus
A Chauliodus eximus a csontos halak (Osteichthyes) főosztályának sugarasúszójú halak (Actinopterygii) osztályába, ezen belül a nagyszájúhal-alakúak (Stomiiformes) rendjébe és a mélytengeri viperahalfélék (Stomiidae) családjába tartozó fosszilis faj.

## Tudnivalók
A Chauliodus eximus a mélytengeri viperahalfélék egyik fosszilis faja, amely a késő miocén korszak idején élt, azon a helyen ahol manapság az Amerikai Egyesült Államokbeli Kalifornia déli része fekszik.
1925-ben, amikor hivatalosan leírták és megnevezték, az Eostomias eximus tudományos nevet kapta. Azonban az újabb vizsgálatok következtében, a kutatók rájöttek, hogy valójában a Chauliodus nembe tartozik.

## Fordítás
- Ez a szócikk részben vagy egészben  a   Chauliodus eximus című angol Wikipédia-szócikk ezen változatának fordításán alapul.  Az eredeti cikk szerkesztőit annak laptörténete sorolja fel. Ez a jelzés csupán a megfogalmazás eredetét és a szerzői jogokat jelzi, nem szolgál a cikkben szereplő információk forrásmegjelöléseként.
- Ez a szócikk részben vagy egészben  a   Chauliodus eximus című spanyol Wikipédia-szócikk ezen változatának fordításán alapul.  Az eredeti cikk szerkesztőit annak laptörténete sorolja fel. Ez a jelzés csupán a megfogalmazás eredetét és a szerzői jogokat jelzi, nem szolgál a cikkben szereplő információk forrásmegjelöléseként.